# Депре, Луи-Жан
Луи-Жан Депре (фр. Louis Jean Desprez; 1743, Осер — 19 марта 1804, Стокгольм) — французский архитектор и живописец, много лет проработавший в Швеции.

## Биография
Луи-Жан Депре родился в семье мастера по изготовлению париков Луи-Матье Депре и его супруги Пьеретты Бурбон, точная дата его рождения не установлена. Ещё юношей был отправлен в Париж, где был учеником архитектора Жака-Франсуа Блонделя и учился в Академии архитектуры. В 1774 году Депре вступает в брак с Анной де Вермаль, однако расходится через два года. В 1776 году он, по заказу аббата Сен-Нона, создаёт графическую серию «Живописные путешествия» (Voyage pittoresque, Paris 1781-86). В том же году он получает стипендию для продолжения обучения во Французской академии в Риме, и в 1777 уезжает в столицу Италии. В 1778 году художник совершает учебную поездку по южной Италии, где делает многочисленные зарисовки античных и средневековых построек — в том числе среди раскопок в Помпеях, рисунок донжона императора Фридриха II в Апулии, возведённого в 1230-х годах и полностью снесённого в 1791 году (ныне эти рисунки хранятся в стокгольмском Национальном музее). Работы Депре привлекли внимание находившегося в 1784 году в Риме шведского короля Густава III. Король приглашает Депре в Швецию, и последний приезжает в эту страну. Здесь он работает как театральный декоратор и архитектор, и как автор многих зданий в Хагапарке близ Стокгольма. Наиболее известный из проектов Депре — Большой дворец в Хагапарке — не был окончен, так как король Густав III, покровительствовавший архитектору, был убит. Тем не менее, в 1799 году Депре получил от нового короля Густава IV Адольфа титул первого архитектора Швеции. Наиболее известной из созданных им построек считается оранжерея в Ботаническом саду Упсалы. Из учеников Депре большую известность получил скульптор Эрик Густав Гёте.
В Швеции Л.-Ж. Депре прославился также скандальной светской жизнью, вплоть до участия в потасовках и многочисленными любовными историями — несмотря на то, что он оставался женатым человеком. После его смерти финансовое состояние оказалось столь плачевным, что его близкие вынуждены были для проведения похорон обратиться за помощью к государству.

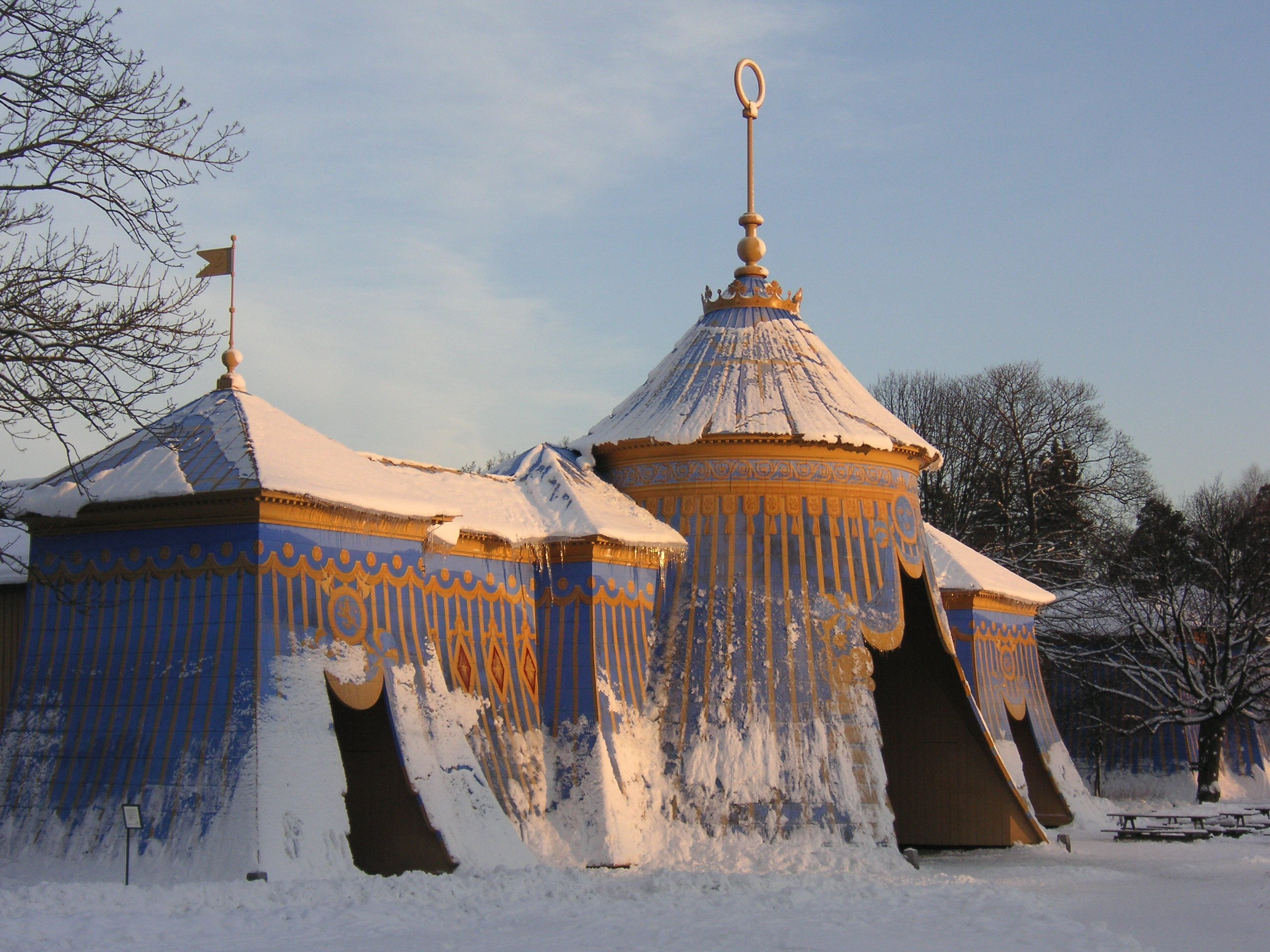
Медная палатка в Хагапарке
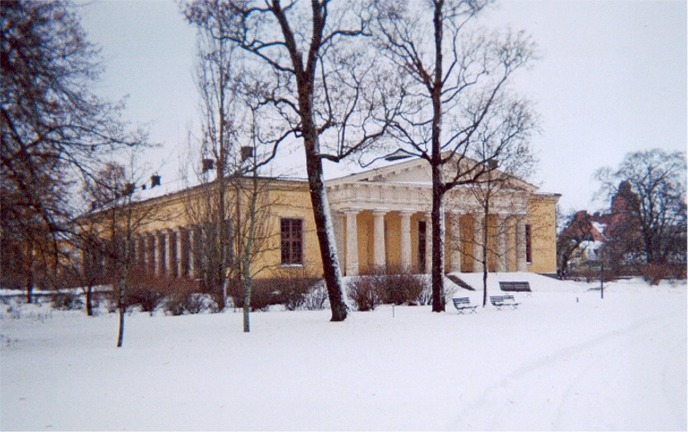
Ботанический сад в Упсале
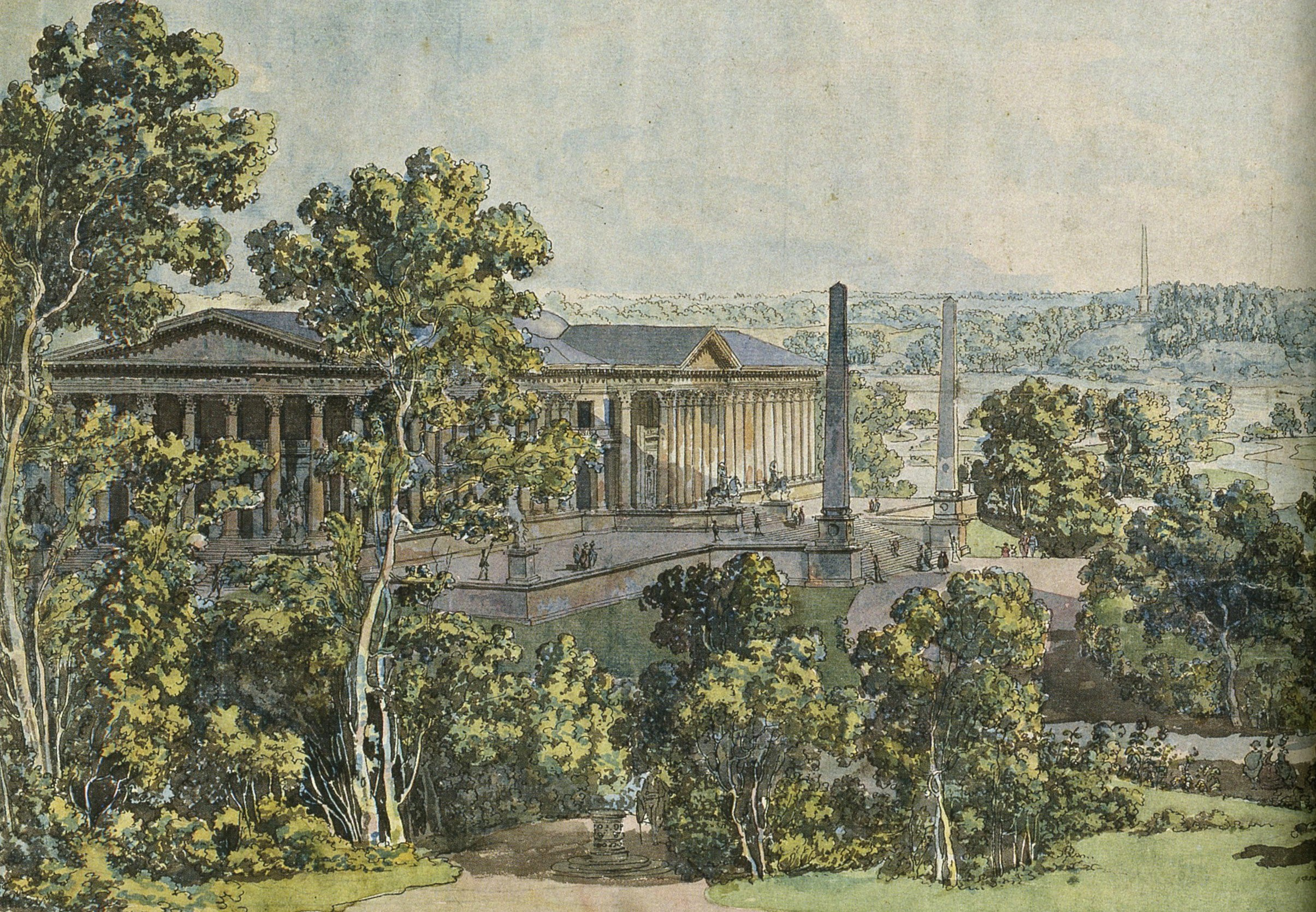
Незаконченный «Большой дворец Хага» короля Густава III
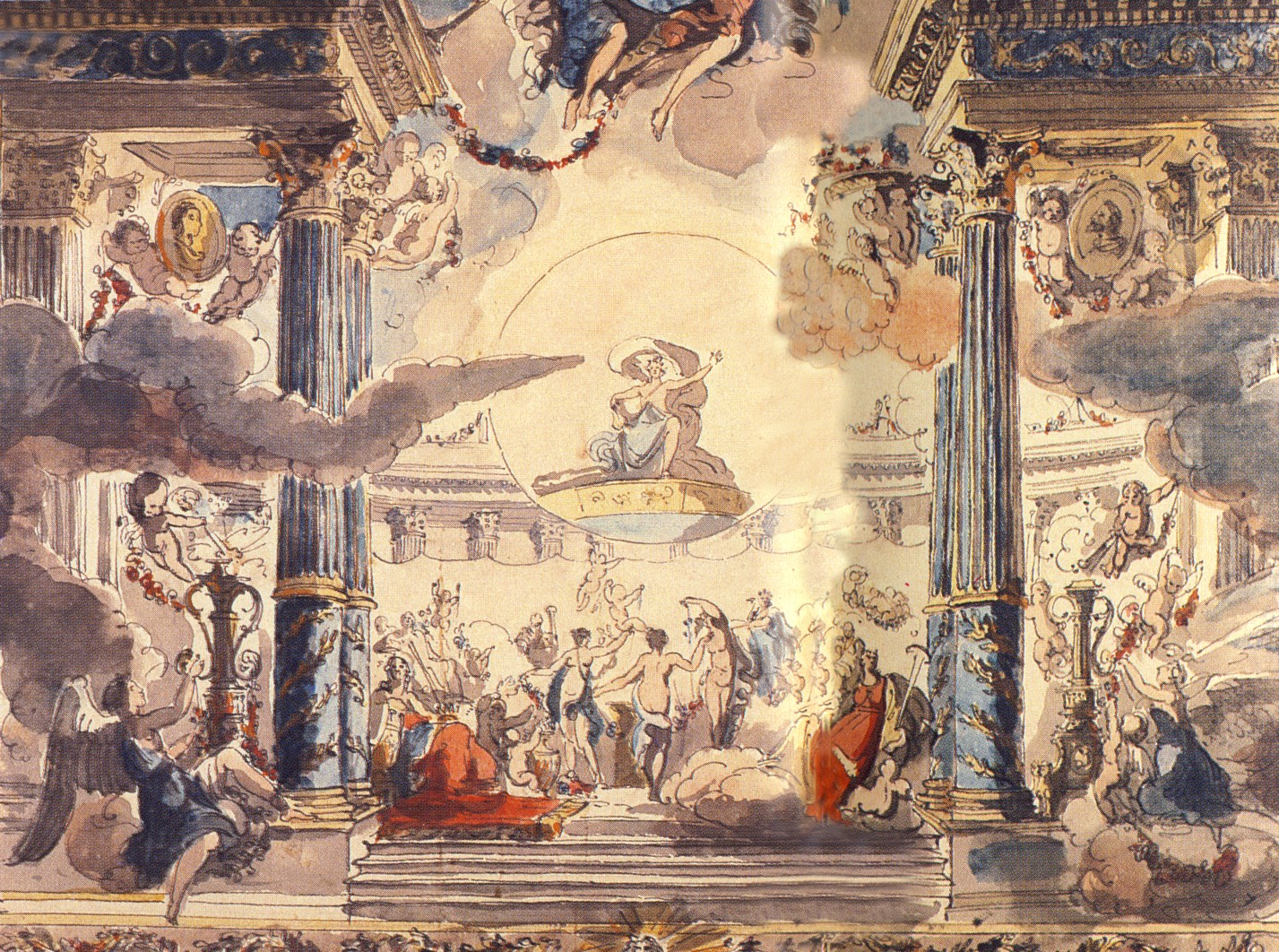
Эскиз декораций для стокгольмского театра Больхусет
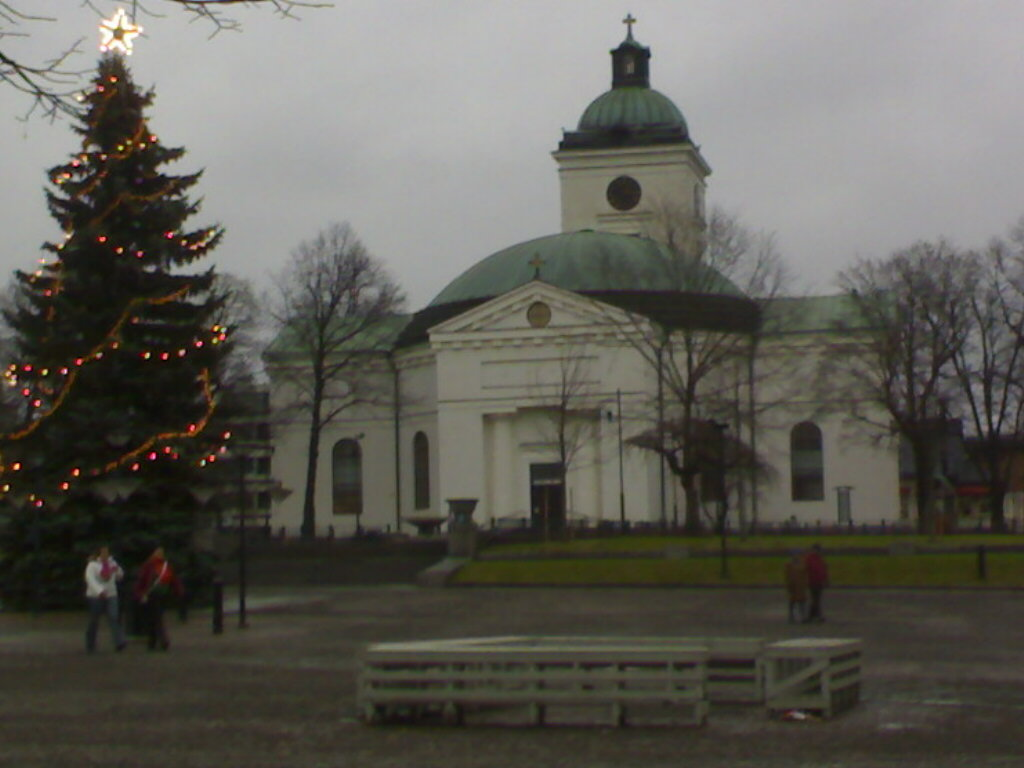
Церковь в Хяме, Финляндия